# Derek Kwok
Derek Kwok (郭子健, Kwok Chi-kin), 17 octobre 1976) est un réalisateur et scénariste hongkongais qui a remporté le Prix du Meilleur Nouveau Réalisateur à la 28e cérémonie des Hong Kong Film Awards pour son film The Moss.

## Filmographie

### Comme réalisateur
- 2007 : The Pye-Dog[1]
- 2008 : The Moss[2]
- 2010 : Kung-Fu Masters[3]
- 2010 : Frozen (en)[4]
- 2013 : Journey to the West: Conquering the Demons[5]
- 2014 : As the Light Goes Out (en)[6]
- 2015 : Full Strike (en)
- 2017 : Wu Kong[7]

### Comme scénariste
- 2000 : Skyline Cruisers[8]
- 2001 : 2002[9]
- 2002 : The Mummy
- 2002 : Dry Wood Fierce Fire[10]
- 2004 : Leaving Me, Loving You[11]
- 2007 : The Pye-Dog[1]
- 2008 : The Moss[2]
- 2010 : Kung-Fu Masters[3]
- 2010 : Frozen (en)[4]
- 2013 : Journey to the West: Conquering the Demons[5]
- 2014 : As the Light Goes Out (en)'[6]